# О хомосексуалности на нови начин: Друга страна толеранције
О хомосексуалности на нови начин: друга страна толеранције   (енгл. Straight Talk About Homosexuality: The Other Side of Tolerance) је стручна монографија аутора Ричарда Коена (енгл. Richard A. Cohen) објављена 2010. године. Српско издање објављено је 2017. године у издању издавачке куће Psihopolis institut из Новог Сада у преводу Корнелије Одри Ракић.

## Аутор књиге
Ричард Коен (1952) је психотерапеут и један од водећих стручњака када је у питању сексуална реорјентација. Дипломирао је на Универзитету Бостон, мастер студије из психологије завршио на Универзитету Антиок. Променио је полну орјентацију, након што је једно време живео у хомосексуалној вези. Живи у Вашингтону са супругом и троје деце. Извршни је директор организације Позитивни приступ здравој сексуалности. Аутор је бројних књига, међународни предавач и тренер. Године 1990. је основао Међународну фондацију за лечење.

## О књизи
Књига О хомосексуалности на нови начин: друга страна толеранције је и лично сведочанство аутора. Писана је из властитог искуства, пошто је Коен бивши хомосексулац а данас породични човек који живи са супругом и троје одрасле деце.
Књига се бави питањима и темама као што су: да ли је истополна привлачност симптом дубљих и нерешених проблема, о контроверзама хомосексуалности, личном сведочанству аутора и бројним причама из ауторове психотерапеутске праксе, зашто је проблем хомосексуалности из сфере психологије и морала пребачен у сферу људских права и социјалне правде.
Аутор разматра и даје одговоре на питања као што су: да ли је хомосексуалност урођена или стечена и зашто треба разликовати хомосексуално понашање од хомосексуалног идентитета, којих је десет могућих узрочника истополне привлачности, да ли је могућа промена истополне привлачности, зашто је важно односити се са разумевањем, љубављу, толеранцијом, саосећањем и без осуђивања према истополно оријентисанима, зашто је хомосексуалност толико промовисана у медијима.
Речи Ричарда Коена које се налазе у Посвети књиге:
| „ | ...Од срца се надам да ће информације које се налазе на следећим страницама помоћи да се изгладе размирице, да се излече сломљена срца и да се сужњи ослободе окова... | ” |